# La Fille qui rêvait d'un bidon d'essence et d'une allumette
Pour un article plus général, voir Millénium.
La Fille qui rêvait d'un bidon d'essence et d'une allumette (titre original : Flickan som lekte med elden) est le deuxième tome de la trilogie Millénium, écrite par le Suédois Stieg Larsson et paru en 2005.
Le roman est traduit en français l'année suivante et est éditée chez Actes Sud.
Le titre original se traduit littéralement par « La fille qui jouait avec le feu ».

## Résumé
Tandis que Lisbeth Salander profite de sa nouvelle fortune, Mikael Blomkvist gère son magazine économique Millénium qui grâce à l'affaire Wennerström bénéficie d'une très bonne réputation.
La rencontre entre Blomkvist, Dag et Mia, un journaliste indépendant et une thésarde, sur le sensible et sulfureux thème du commerce du sexe entre la Suède et les Pays baltes décide Blomkvist à publier sur le sujet dans Millénium.
Dag et Mia sont retrouvés assassinés à leur domicile, juste après une conversation téléphonique avec Blomkvist évoquant de nouvelles découvertes. Les empreintes digitales sur l'arme du crime ne laissent aucun doute à la police sur la responsabilité de Lisbeth Salander, dont le tuteur Bjurman est également découvert assassiné chez lui.
Lisbeth se cache dans son nouvel appartement, la police traque selon les médias une « psychopathe mentalement dérangée, lesbienne et sataniste ». Lisbeth entraîne malgré elle ses amis dans une tourmente violente et meurtrière où chaque protagoniste trouve une place au plus près de Lisbeth et de son histoire, commencée 14 ans plus tôt dans le sang et la violence la plus abjecte.
Elle n'hésite pas à se sacrifier pour mettre un terme à une série d'affaires mêlant l'État lui-même et conclure son histoire dramatique en traquant un nouvel homme qui n'aimait pas les femmes.
Dans le roman, Lisbeth explore les mathématiques dans un livre intitulé Dimensions in Mathematics, dans lequel elle apprend des notions à propos du dernier théorème de Fermat et sur les nombres parfaits. Cet ouvrage n'existe pas (mais il existe en revanche un film scientifique intitulé Dimensions, une promenade mathématique, auquel les descriptions de Stieg Larsson peuvent faire penser).

## Éditions françaises

### Édition imprimée originale
- Stieg Larsson (trad. du suédois par Lena Grumbach et Marc de Gouvenain), La Fille qui rêvait d'un bidon d'essence et d'une allumette [« Flickan som lekte med elden »], Arles, éd. Actes Sud, coll. « Actes noirs », 25 octobre 2006, 652 p., 24 cm (ISBN 2-7427-6501-8, BNF 40929659)

### Livre audio
- Stieg Larsson (trad. du suédois par Lena Grumbach et Marc de Gouvenain), La Fille qui rêvait d'un bidon d'essence et d'une allumette [« Flickan som lekte med elden »], Paris, éd. Audiolib, 3 septembre 2008 (ISBN 978-2-35641-031-3, BNF 41318983)Texte intégral ; narrateur : Emmanuel Dekoninck ; support : 2 disques compacts audio MP3 ; durée : 20 h 50 min environ ; référence éditeur : Audiolib 25 0032 0.

### Édition en gros caractères
- Stieg Larsson (trad. du suédois par Lena Grumbach et Marc de Gouvenain), La Fille qui rêvait d'un bidon d'essence et d'une allumette [« Flickan som lekte med elden »], Cergy, éd. À vue d'œil, coll. « 16-17 : suspense », février 2009, 995 p., 24 cm (ISBN 978-2-84666-458-5, BNF 41438610)Édition présentée en deux volumes indissociables.

### Édition au format de poche
- Stieg Larsson (trad. du suédois par Lena Grumbach et Marc de Gouvenain), La Fille qui rêvait d'un bidon d'essence et d'une allumette [« Flickan som lekte med elden »], Arles ; Montréal, éd. Actes Sud et éd. Leméac, coll. « Babel noir » (no 52), avril 2011, 791 p., 18 cm (ISBN 978-2-7427-9787-5 et 978-2-7609-0767-6, BNF 42604338)Co-édition franco-canadienne.

## Adaptations

### Au cinéma
En 2009 : Millénium 2 : La Fille qui rêvait d'un bidon d'essence et d'une allumette, film suédo-germano-danois réalisé par Daniel Alfredson, d'après le roman éponyme

### En bande dessinée
- Stieg Larsson (auteur adapté), Runberg (scénario) et Man (dessins), La Fille qui rêvait d'un bidon d'essence et d'une allumette : première partie, Marcinelle ; Paris, éd. Dupuis, 27 mars 2014, 64 p., 32 cm (ISBN 978-2-8001-5660-6)Série « Millénium » no 3.
- Stieg Larsson (auteur adapté), Runberg (scénario) et Man (dessins), La Fille qui rêvait d'un bidon d'essence et d'une allumette : seconde partie, Marcinelle ; Paris, éd. Dupuis, 17 octobre 2014, 64 p., 32 cm (ISBN 978-2-8001-5661-3)Série « Millénium » no 4.